# Hyposidra nigrata
Hyposidra nigrata là một loài bướm đêm trong họ Geometridae.